# 流星嵐
流星嵐（　英：meteor storm）は、流星雨を超えるような、流星群の現象。

## 解説
ペルセウス座流星群では、1862年､中国と日本で観測された極大時には､1時間に4800個以上の流星が流れたという記録がある。